# Tenjo
Tenjo là một khu tự quản thuộc tỉnh Cundinamarca, Colombia. Thủ phủ của khu tự quản Tenjo đóng tại Tenjo Khu tự quản Tenjo có diện tích ki lô mét vuông. Đến thời điểm ngày 28 tháng 5 năm 2005, khu tự quản Tenjo có dân số 15395 người.